# ملف مخفي ومجلد مخفي
في الحوسبة، ملف مخفي أو مجلد مخفي على حاسوب هو مجلد أو ملف لا يستطيع المستخدم رؤيته افتراضياً. المجلدات المخفية تستخدم غالباً لإخفاء ملفات خاصة بالنظام أو تفضيلات المستخدم. ولكن البرمجيات الخبيثة يمكنها أيضاً الاستفادة من هذه الخاصية لإخفاء وجودهم عن المستخدمين.

## يونكس والبيئات الشبيهة بيونكس
في الأنظمة الشبيهة بيونكس، أسماء الملفات والمجلدات المخفية تبدأ بنقطة "." (كمثال: /home/user/.config) — ومن هنا يقوم بعض الناس بتسميتها بملفات النقطة dotfiles .كيفية إظهارهم أو إخفائهم تعتمد على مدير الملفات المستخدم.

## دوس
في مايكروسوفت دوس وأنظمة دوس الأخرى، يمكن للمستخدمين جعل الملفات والمجلدات مخفية أو مرئية عن طريق تغيير خاصية Hidden File باستخدام أمر attrib.أمر dir /a قد يكشف عن وجود أشياء مخفية مثيرة للشك.

## مايكروسوفت ويندوز
في مايكروسوفت ويندوز، يمكن للمستخدمين الإخفاء أو الإظهار عن طريق تغيير خاصية Hidden، باستخدام attrib أو ويندوز إكسبلورر.

## وصلات خارجية
- الملفات المخفية في الأنظمة الشبيهة بيونكس
- Microsoft DOS attrib command